# Roasio
Roasio (piemontiul: Roaso) település Olaszországban, Vercelli megyében. Lakosainak száma 2221 fő (2023. január 1.). Roasio Brusnengo, Curino, Gattinara, Lozzolo, Sostegno, Rovasenda és Villa del Bosco községekkel határos.

## Népesség
A település népességének változása:
| Lakosok száma | 2352 | 2312 | 2221 |
|               | 2017 | 2018 | 2023 |